# Chinesisches Nationalmuseum
Das Chinesische Nationalmuseum (chinesisch 中國國家博物館 / 中国国家博物馆, Pinyin Zhōngguó Guójiā Bówùguǎn) befindet sich in Peking und wurde in unmittelbare Nachbarschaft zum Tian’anmen-Platz verlegt. Der Museumsum- und Erweiterungsbau steht mit 7,5 Millionen Besuchern 2016 an der Spitze des chinesischen Museumsbooms im 21. Jahrhundert. Das Chinesische Nationalmuseum ist mit seinen 195.000 m² das weltweit größte Museumsgebäude. Seine Sammlung von mehr als einer Million Objekten erstreckt sich thematisch von den Urmenschen sowie der Altsteinzeit über das erste Kaiserreich und die folgenden Dynastien bis zur Industrialisierung und Modernisierung.
2019 hatte das Museum 7.390.000 Besucher und war damit nach dem Louvre in Paris das meistbesuchte Museum der Welt.

## Werdegang
Im Rahmen der kulturellen Maßnahmen der neugeborenen Republik wurde am 9. Juli 1912 ein Vorbereitungsbüro für ein geplantes Geschichtsmuseum eingerichtet. Gegründet 1920 und eröffnet Oktober 1926, zog das Staatliche Historische Museum (國立歷史博物館) anfangs nicht so viele Besucher an, weil die Sammlung damals noch klein war und die Verbotene Stadt in der Nähe als besondere Attraktion galt.
Im Jahr 1949 wurde das Museum als Staatliches Historisches Museum Peking (北京國立歷史博物館) umbenannt und weiterhin als Chinesisches Historisches Museum (中国历史博物馆). Inzwischen wurde die Ausstellung „Chinesische Gesamtgeschichte“ gestaltet, die landesweit ein Vorbild ihrer Art wurde. Fast gleichzeitig wurde das Museum der Chinesischen Revolution (中国革命博物馆) umgestaltet, dessen Schwerpunkt auf der Geschichte der Volksrepublik und der Kommunistischen Partei liegt.
Im Jahr 2003 wurden die zwei Museen fusioniert.

## Museumsgebäude

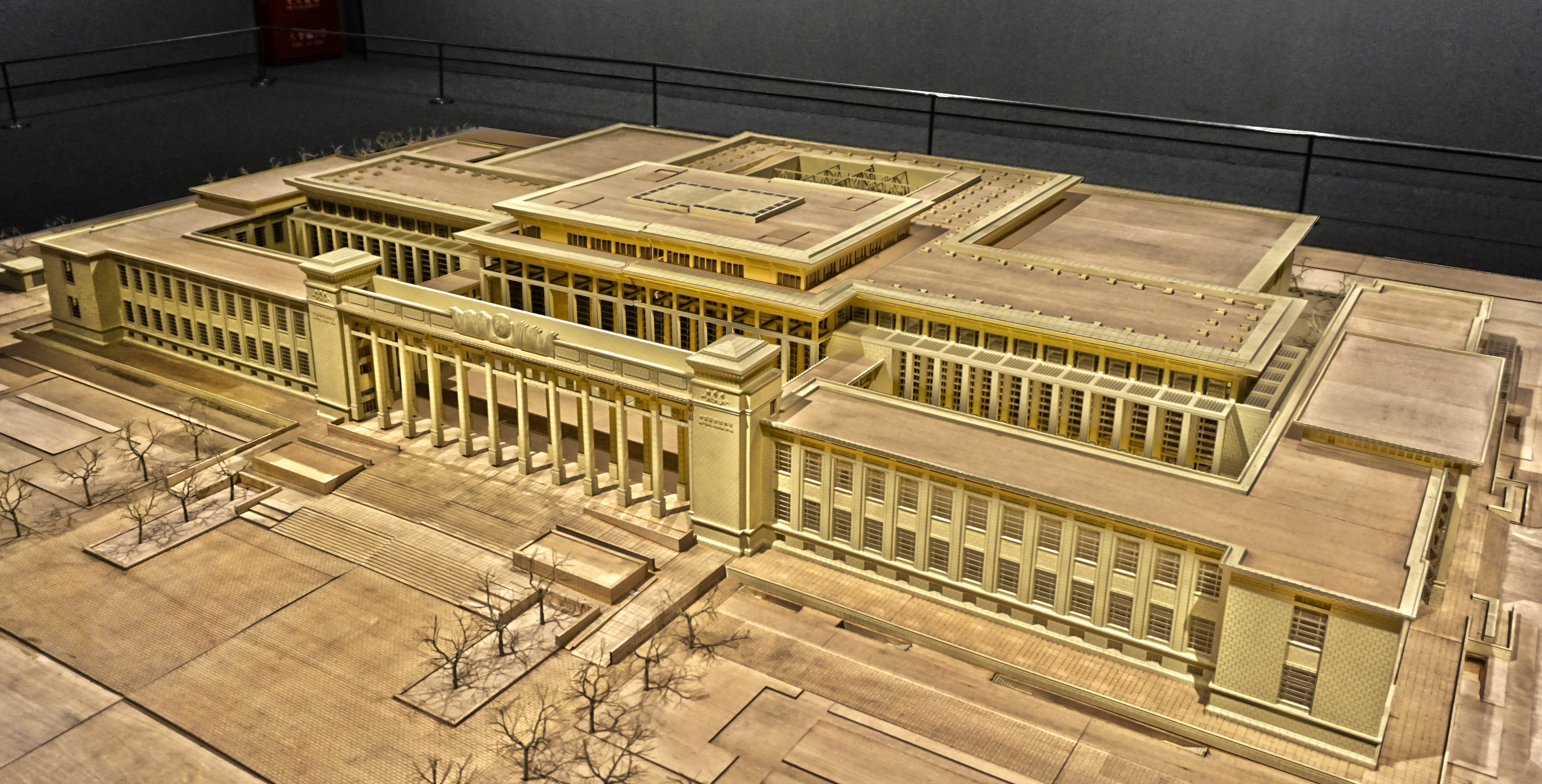
Modell

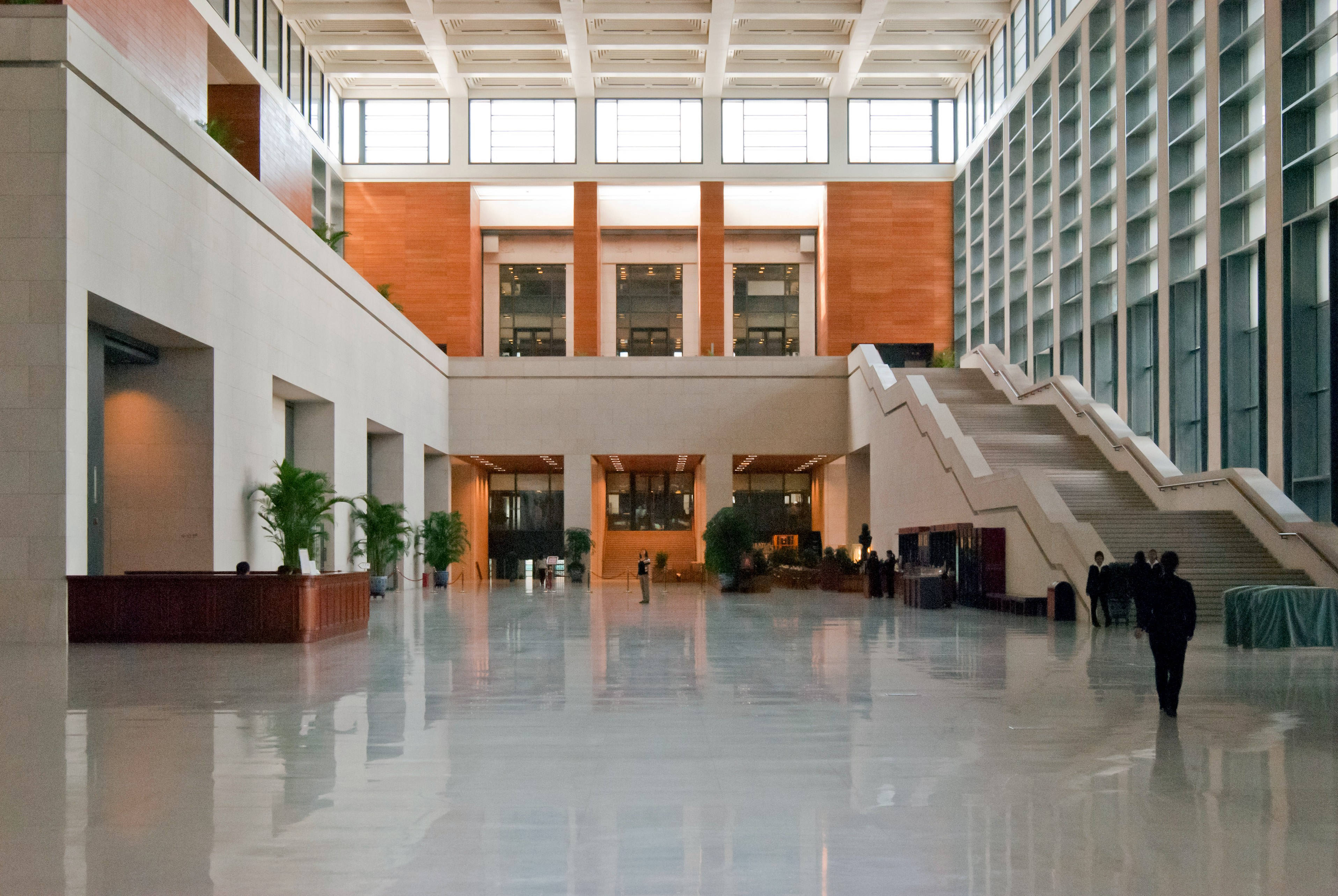
Eingangshalle mit Blick nach Süden

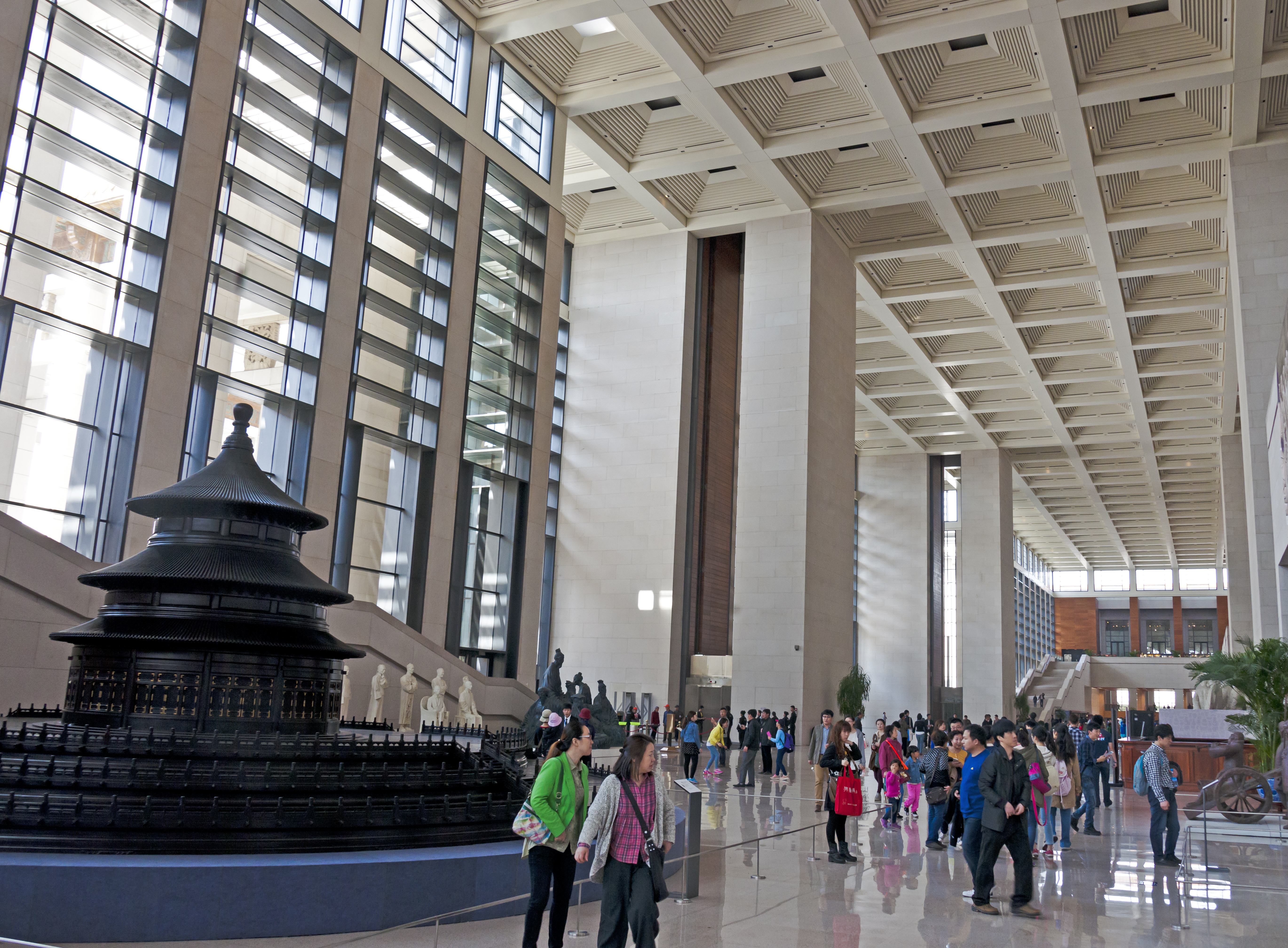
Eingangshalle mit Ausstellung, 2014

Das Nationalmuseum wurde aus zwei separaten Museen gegründet, die bereits in einem Gebäude untergebracht waren. Dieses Bauwerk war als eines der „Zehn Großen Gebäude“ im Stil des „Sozialistischen Klassizismus“ zum zehnten Gründungstag der Volksrepublik 1959 errichtet worden.
Das Chinesische Nationalmuseum befand sich bis Frühjahr 2011 im Umbau. Die Erweiterung und Umgestaltung erfolgte durch das Hamburger Architekturbüro Gerkan, Marg und Partner. Das Haus ist mit einer Gesamtfläche von knapp 195 000 m² das weltweit größte Museumsgebäude.

## Ausstellung
Die erste internationale Ausstellung wurde am 1. April 2011 eröffnet; sie trug den Titel Kunst der Aufklärung und wurde mit 6,6 Millionen Euro vom deutschen Außenministerium gefördert. Die Leihgaben kamen von den Staatlichen Museen zu Berlin, den Staatlichen Kunstsammlungen Dresden und den Bayerischen Staatsgemäldesammlungen München. Der Dresdener Museumsdirektor Martin Roth hatte sie ein Jahrzehnt vorbereitet.